# Distrito electoral de West Oak (condado de Lancaster, Nebraska)
West Oak (en inglés: West Oak Precinct) es un distrito electoral ubicado en el condado de Lancaster en el estado estadounidense de Nebraska. En el Censo de 2010 tenía una población de 427 habitantes y una densidad poblacional de 4,56 personas por km².

## Geografía
West Oak se encuentra ubicado en las coordenadas 41°0′11″N 96°51′46″O / 41.00306, -96.86278. Según la Oficina del Censo de los Estados Unidos, West Oak tiene una superficie total de 93.71 km², de la cual 86.06 km² corresponden a tierra firme y (8.16%) 7.65 km² es agua.

## Demografía
Según el censo de 2010, había 427 personas residiendo en West Oak. La densidad de población era de 4,56 hab./km². De los 427 habitantes, West Oak estaba compuesto por el 98.13% blancos, el 0.23% eran afroamericanos, el 0.7% eran amerindios, el 0.7% eran asiáticos, el 0% eran isleños del Pacífico, el 0.23% eran de otras razas y el 0% pertenecían a dos o más razas. Del total de la población el 0.47% eran hispanos o latinos de cualquier raza.